# Familia Rockefeller
La familia Rockefeller es fundadora de la élite más poderosa y reconocida de Estados Unidos, cuyos miembros han tenido un gran protagonismo en el mundo empresarial y político de su país. La dinastía fue fundada por John D. Rockefeller, quien creó un vasto imperio empresarial, especialmente en el sector petrolero, y en lo sucesivo la familia ha contado con importantes empresarios, ejecutivos y políticos de renombre.

## Historia

### La era del primer Rockefeller

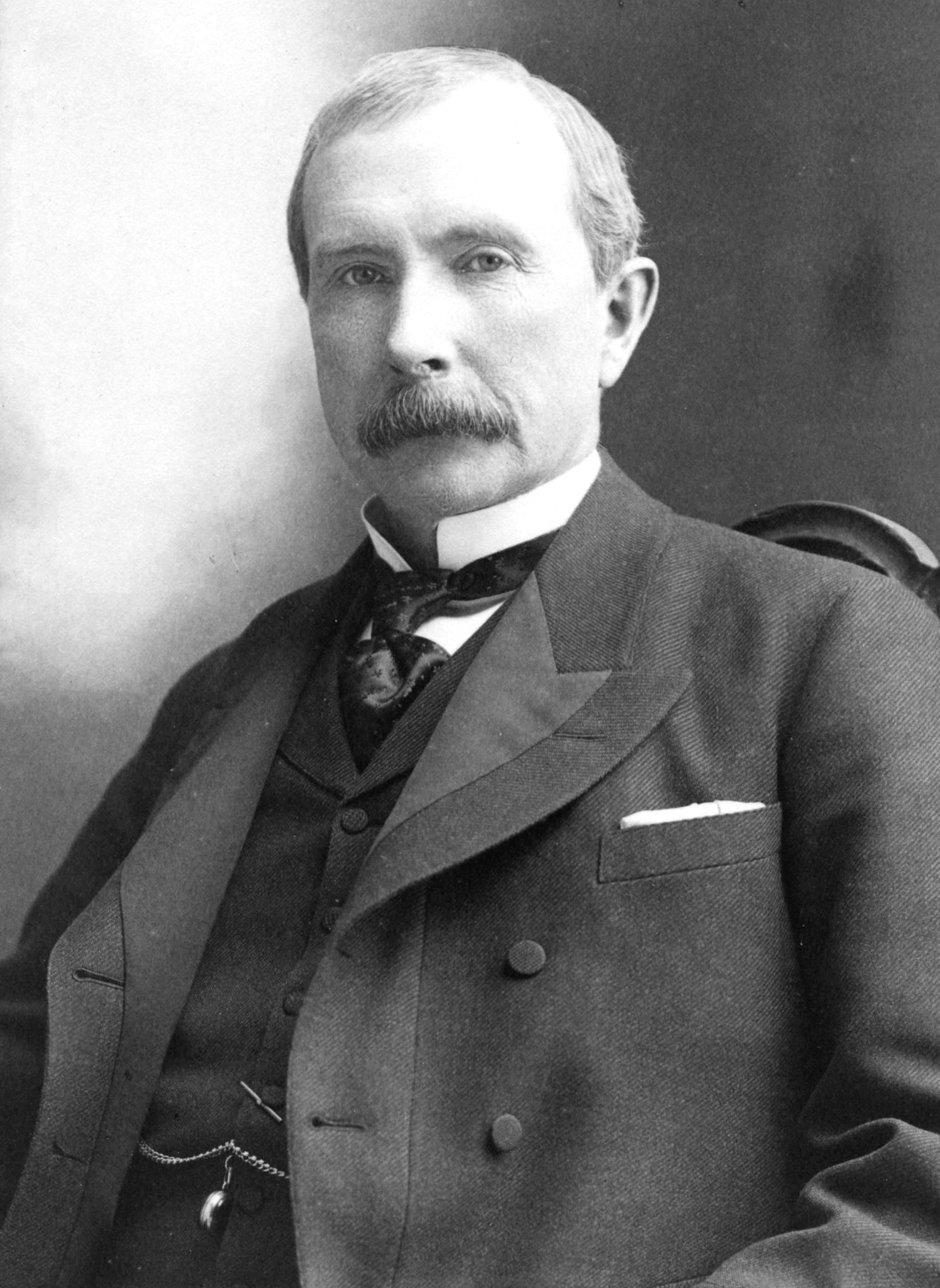
John Davison Rockefeller

John Davison Rockefeller (1839-1937), nace en Richford, Nueva York, segundo hijo del matrimonio de William Avery "Bill" Rockefeller y Eliza Davison, la familia remonta su orígenes a la región alemana de Renania. Desde muy joven muestra una peculiar fascinación por los negocios. Cursa estudios en la Escuela Comercial de Cleveland, para luego convertirse en contable, ganando gran cantidad de dinero. Posteriormente crea por su cuenta una firma de corretaje que le permitió incrementar su fortuna, que invierte en el negocio cafetalero. Más tarde decide entrar en la industria petrolera, al invertir en la Firma Clark & Andrews, firma que posteriormente compra, pasando a denominarse Rockefeller & Andrews. Esta firma se expandió rápidamente, absorbiendo multitud de refinerías. 
El éxito de este negocio favoreció a Rockefeller, quien poco tiempo después crea, con su hermano y un grupo de socios, la Standard Oil, con un capital inicial de más de 1 millón de dólares. Esta nueva entidad compra y absorbe a la Rockefeller & Andrews y pone en marcha una serie de operaciones cuyo objetivo es la adquisición de cuantas refinerías sea posible, además de insertarse en otros procesos referentes a la industria, como el transporte, la extracción y la distribución. 
Finalmente, John Davison Rockefeller logra crear junto con otras compañías la South Improvement Company, una asociación con el objetivo de llegar a acuerdos con los transportistas de petróleo. Esto ocasiona que las demás refinerías se vean envueltas en una difícil situación, viéndose obligadas a vender o a negociar con Rockefeller, a la vista de su incapacidad de competir contra él. Sólo tres meses después, la South Improvement Company es disuelta por las autoridades, pero ya para entonces Rockefeller se había apoderado de 22 de las 25 refinerías de Cleveland. 
A aquella maniobra le siguió una rápida expansión nacional e internacional, que se vio consolidada con la creación de la Standard Oil Trust, con la que John Davison Rockefeller se apodera de más del 95 % del petróleo estadounidense.
Aun cuando la Standard Oil Trust es disuelta tras una amplia batalla legal por parte del gobierno de los Estados Unidos contra Rockefeller, ésta cede el paso a la Standard Oil Company, que en ese momento reagrupa todas las inversiones de Rockefeller y se convierte en la más poderosa compañía del mundo. 
En esta época John Davison Rockefeller es el hombre más acaudalado del planeta, Rockefeller se casó con Laura Celestia Spelman, una profesora de Nueva York, con quien se mantuvo casado hasta su muerte y quien le dio cinco hijas: Elizabeth, Alice, Alta, Edith y Maríe, y un único hijo varón, John Davison Rockefeller Jr., quien heredaría su vasto imperio tras su muerte. Su vida familiar transcurrió entre sus múltiples residencias y en su casa de nueve plantas en Nueva York, donde más tiempo pasó.
Rockefeller se retirará de sus actividades empresariales en 1911, año en que la Standard Oil es dividida en 30 compañías diferentes, y fallecerá el 23 de mayo de 1937, dejando una fortuna de más de 300 000 millones de dólares.

### John Davison Rockefeller Junior

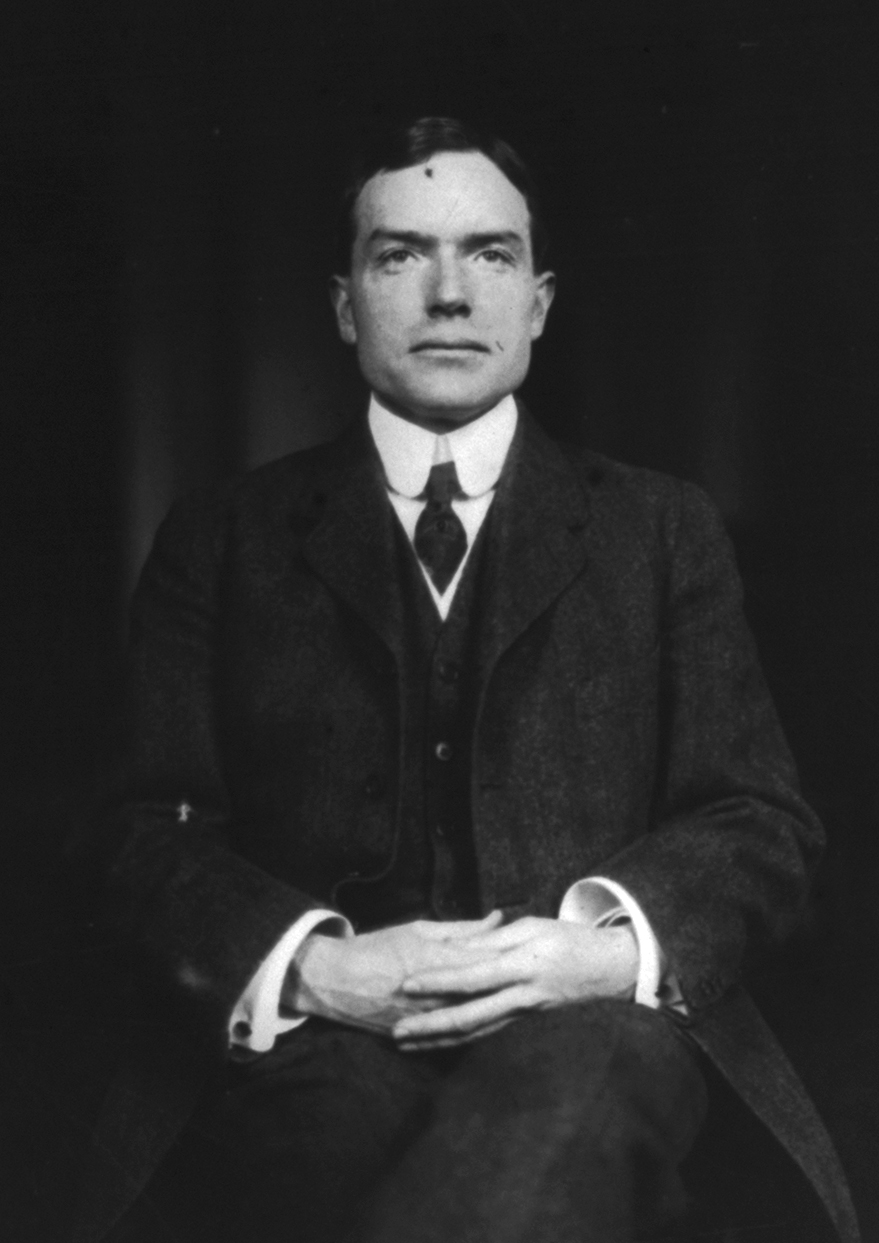
John Davison Rockefeller Jr.

John D. Rockefeller Jr. (1874-1960), inició su preparación en la escuela Cutler y posteriormente en la escuela Browning, realizando sus estudios universitarios en la Universidad de Chicago. Tras culminar sus estudios, Rockefeller Jr. entró a formar parte de la Standard Oil, en donde fue director ejecutivo de la filial de la compañía dedicada a la producción de aceite. Posteriormente trabajó como director de la JP Morgan Steels. Sin embargo, un escándalo en el que se involucró uno de los ejecutivos de la Standard Oil sobornando a dos senadores, causó un severo daño a la reputación de la familia, reputación que Rockefeller se esmeraría por mejorar, para lo que resolvió renunciar a sus puestos tanto en la Standard Oil, como en la JP Morgan Steels, dedicándose netamente a la filantropía y al gigantesco proyecto de bienes raíces que era el Rockefeller Center.
Pero en 1914, ocurrió en Colorado la “Masacre de Ludlow”, que aconteció en una mina propiedad de una de las empresas de la familia. Este hecho ocasionó un auténtico escándalo y Rockefeller Jr., tuvo que ser quien diera la cara ante los sindicatos y las autoridades.
Rockefeller Jr., asumió la dirección del proyecto del Rockefeller Center, y fue esencial en lo que respecta a la selección de empresas que invertirían en él, entre las que destacan General Electric, NBC, RKO, la propia Standard Oil, la Associated Press, Exxon Mobil, Chevron, ConocoPhilips, Amoco, SHELL, HSBC, Banco de Boston, Fundación Rockefeller, Casa Morgan, US Steel, GM, la JP Morgan Chase... además de otras 34 compañías petroleras, todas estas pertenecientes a su padre, John Davison Rockefeller.
En 1921, Rockefeller Jr. recibió de su padre Rockefeller Sr., el 10% de las acciones de la Trust Equitable Company, convirtiéndose en su mayor accionista individual. Rockefeller Jr., llevaría a esta compañía a fusionarse con el JP Morgan Chase, convirtiéndolo en el banco más grande del mundo, y a él en su mayor accionista individual, aun cuando su participación accionarial se vio reducida al 4 %.
Durante la Gran Depresión fue prácticamente el único empresario que mantuvo proyectos de bienes raíces en desarrollo, dado que las inversiones de sus compañías no se vieron afectadas, debido a que la inmensa riqueza de las mismas las protegió de aquel desastre financiero.
Su padre falleció en 1937, impidiéndose así desgraciadamente que viera culminado el Rockefeller Center, obra que él había comenzado. 
Rockefeller Jr., finalizó el complejo y se estableció en la famosa oficina 5600 del Rockefeller Center, desde donde dirigió los negocios familiares. A partir de esta época, Rockefeller jr. destacó más por sus increíbles donaciones filantrópicas que por sus logros empresariales.
John Davison Rockefeller Jr. se casó con Abby Greene Albrich, con quien tuvo seis hijos, que fueron Abby, John D. III, Nelson, Laurance, Winthrop y David.
Rockefeller falleció a los 86 años el 11 de mayo de 1960, dejando por entonces la reputación de la familia Rockefeller totalmente restaurada (algo por lo que luchó mucho) y un patrimonio de más de US$ 490.000 millones de dólares. Esta enorme fortuna se dividió entre sus 6 hijos y sus donaciones filantrópicas.

### La Era de los Seis
A diferencia de su padre, John Davison Rockefeller Jr. no dejó uno, sino seis sucesores. Como consecuencia de este hecho, los seis hermanos se dedicaron a diferentes áreas y actividades, diversificando la presencia de la familia en otros campos. Tras la muerte de Rockefeller Jr., no hubo un patriarca familiar definido como tal, distribuyéndose la riqueza heredada, y pasando a funcionar la familia más como una especie de alianza democrática, en contraste con las generaciones anteriores.
- Abby Rockefeller (1903–1976): fue la primogénita y la única mujer de los seis hermanos. A diferencia de ellos, mantuvo un perfil muy bajo, evitando las apariciones públicas y dedicándose sobre todo a la filantropía. Heredó una propiedad en las Bermudas, la Corporación Romano en Beekman Place, y los bienes del patrimonio familiar en Pocantico. Se casó tres veces en 1925 con David M. Milton, un abogado, en 1946 con el Dr. Irving H. Pardee y en 1953 con Jean Mauzé (1903-1974).

- John Davison Rockefeller III (1906–1978): fue el segundo hermano y el primer hijo varón. Recibió su educación preparatoria en la Escuela Browning de la Ciudad de Nueva York y en el Instituto de Loomis, Windsor, Connecticut, en 1925. Posteriormente fue a la Universidad de Princeton, donde obtuvo altos honores en el área de economía y terminó la carrera en 1929 con el grado de Licenciado en Ciencias. Trabajó como empresario y filántropo, destacándo más en lo segundo.

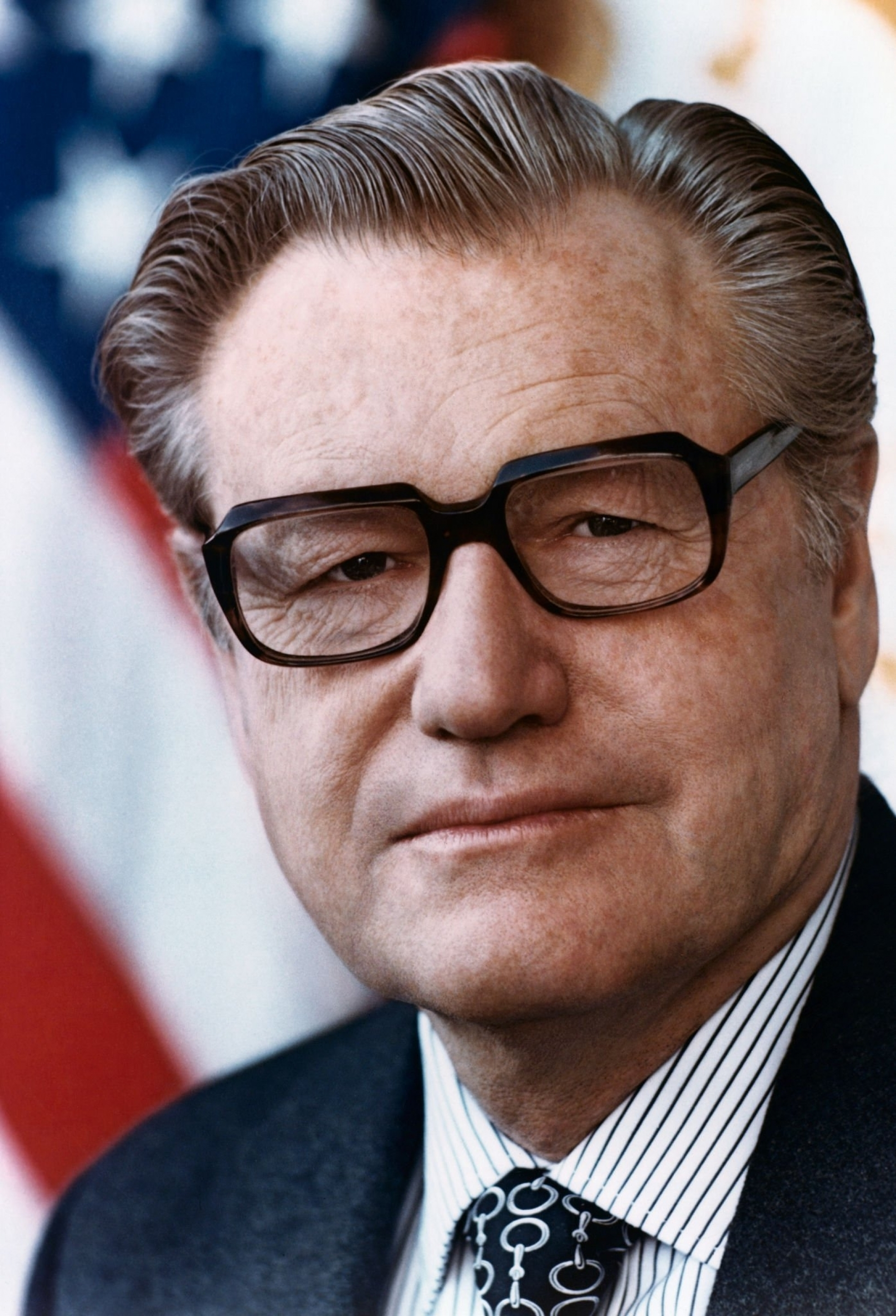
Nelson Rockefeller

- Nelson Rockefeller (1908–1979): fue el tercero por edad de los seis hermanos, y en su momento, el más conocido de todos ellos. Se dedicó a la política, militando en el Partido Republicano. Llegó a ser Gobernador de Nueva York, candidato a la presidencia en dos ocasiones y Vicepresidente de los Estados Unidos. Su carrera política sólo podía ser superada por su fortuna personal, que se calculaba en unos 1000 millones de dólares. Dispuso de esta enorme riqueza y del prestigio familiar para lanzar su brillante carrera política. Perdió de forma trágica a su hijo Michael Clark Rockefeller en 1961, desaparecido durante una expedición etnográfica a Nueva Guinea.

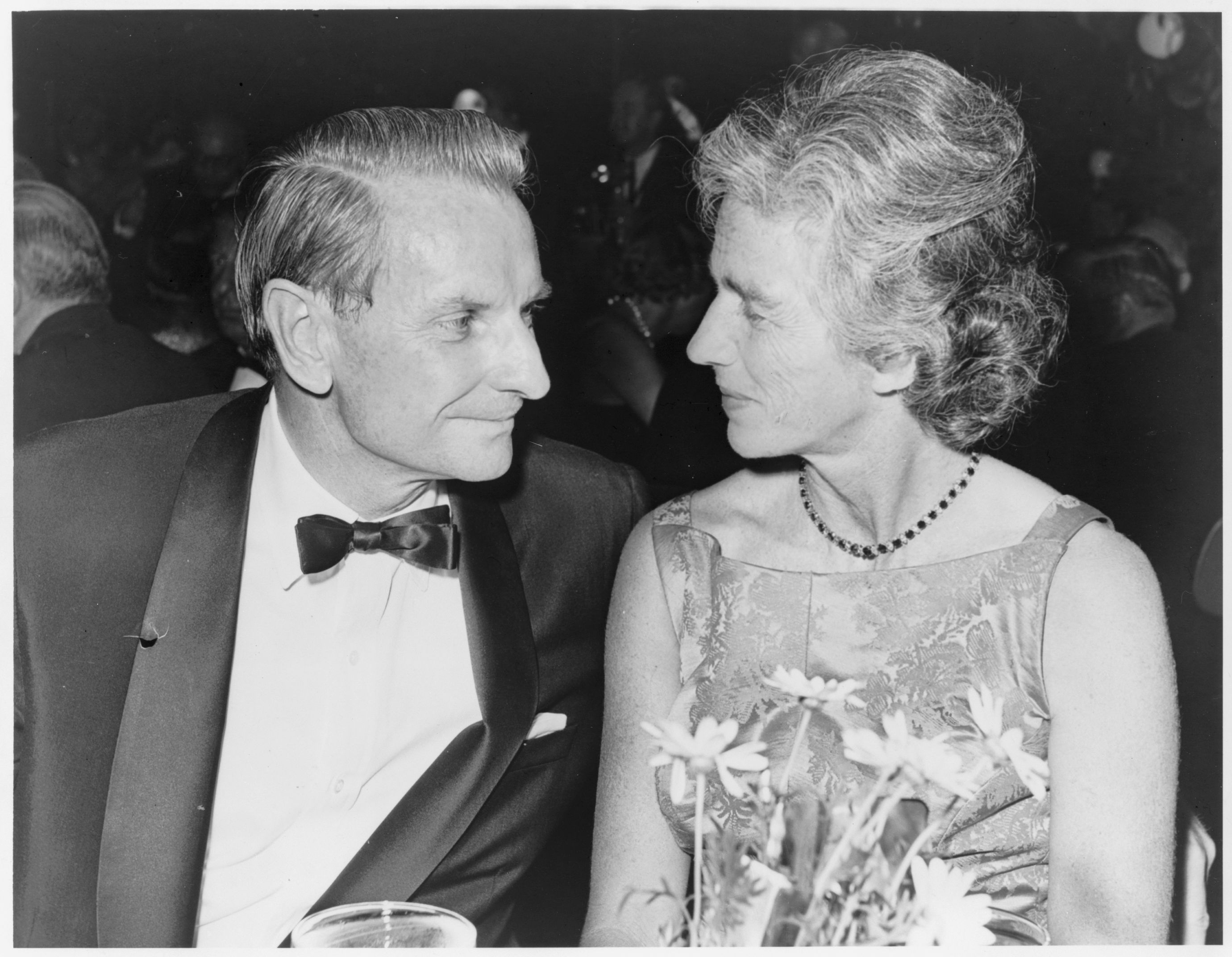
Laurance Rockefeller y su esposa.

- Laurance Rockefeller (1910–2004): fue el cuarto de los seis hermanos y un destacado financiero, inversionista y filántropo. Sus negocios abarcaron sobre todo el sector bursátil y financiero, desempeñando diversos puestos en la Bolsa de Nueva York, convirtiéndose en un hombre célebre en dicho sector. Fue una figura de importancia en el campo de los capitales de riesgo, que inició como una asociación con sus cuatro hermanos y su única hermana en 1946. En 1969 la firma se convirtió en Venrock (contracción de Venture y Rockefeller), que facilitó importantes inversiones iniciales para Intel y Apple Computer, entre otras empresas del naciente mundo de la tecnología, incluyendo otras involucradas en el campo de la salud. Con los años, sus inversiones abarcaron también el campo aeroespacial, la electrónica, la física de alta temperatura, los materiales compuestos, la óptica, el láser, el procesamiento de datos y la energía atómica.

- Winthrop Rockefeller (1912–1973): fue el quinto de los seis hermanos, y al igual que su hermano Nelson, se dedicó a la política, llegando a ser Gobernador de Arkansas. Continuó la tradición familiar de dedicarse a la filantropía, dejando múltiples fundaciones y asociaciones benéficas, así como una larga lista de actividades y acciones de beneficencia. Entre sus planes y organizaciones benéficas destacan las becas y las actividades de la "Winthrop Rockefeller Foundation", así como el "Winthrop Rockefeller Charitable Trust".

- David Rockefeller (1915–2017): fue el sexto y último de los seis hermanos, y el último de los hermanos Rockefeller en fallecer. Trabajó como banquero, empresario y filántropo. Fue presidente del "JP Morgan Chase", además de su mayor accionista individual, con el 1% de las acciones. Tras la muerte de sus hermanos, se convirtió en el patriarca de la familia Rockefeller, dirigiendo los negocios y proyectos familiares desde entonces, hasta el final de sus tiempos. Ha desempeñado múltiples puestos de importancia, habiendo recibido múltiples reconocimientos. Su fortuna al morir se calcula en unos 3600 millones de dólares. Fue miembro del afamado y también polémico Grupo Bilderberg.

## Fortuna y propiedades
La familia ha sido extremadamente acaudalada, y ha poseído múltiples propiedades a lo largo de su historia. Alcanzó su máximo poder durante la era de Rockefeller I, cuando su fortuna sobrepasó los 600.000 millones de dólares y controló el más grande monopolio de la historia, que acabaría desintegrándose. Aun así, las acciones de su propiedad sobre todas las compañías petrolíferas que surgieron de su imperio, mantuvieron su fortuna en valores similares.

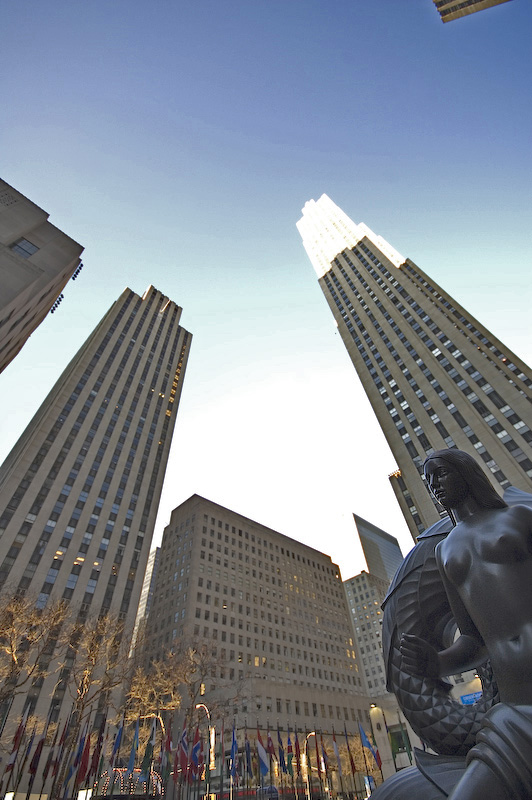
El Rockefeller Center.

Tras la muerte de John Davison Rockefeller I, la familia comenzó a operar más aún en el sector inmobiliario y de bienes raíces, destacando como proyecto principal el Rockefeller Center. La familia mantuvo el control sobre muchas otras inversiones, tanto en el mundo financiero, como en la construcción o la minería, entre otros sectores. Su legado empresarial se fue consolidando progresivamente bajo el nombre de diferentes empresas, incluyendo Exxon Mobil, Chevron, Sohio, Pennzoil, JP Morgan Chase, o el Grupo Rockefeller entre otras. 
La familia continúa administrando la mayoría de sus negocios desde la famosa Oficina 5600 del Rockefeller Center y mantiene el control sobre su multimillonaria fortuna.